# 谷山池
谷山池（たにやまいけ）は、大阪府和泉市の納花町付近の池田谷にあるため池（灌漑池）。池面積6.3ヘクタール、貯水量14万トン（実質約6万トン）。

## 概要・歴史
上池、中池（土砂が堆積したため耕作地化した）と、本池の三つからなる。
2012年にコウノトリが飛来したことで脚光を浴びた。青葉台、はつが野といった住宅街に隣接しながら今も貴重な自然を残し、谷筋は数々の希少生物の貴重な生息地となっている。過去に大量の須恵器が出土している。
平安時代末期に俊乗坊重源により造成されたと伝わり、過去には池の堤に重源像が祀られていた。かつてこの池は「すいじょ坊池」とも呼ばれていたが、これは「俊乗坊池」が訛ったものであり、俊乗坊とは重源の坊号である。
重源が谷山池の関係を示す最も古い資料は、江戸初期の延宝9年（1681年）の「和泉国村々名所旧跡附」に記されている。同書は公儀巡見の接待のために岸和田と和泉の庄屋が編述したものである。しかし、重源は鎌倉時代の人物であり、谷山池が造築されたのは重源の時代を遙かに遡った9～10世紀ごろと推定されており、重源が池を造築したという伝承は事実でないとされる。
谷山池の水は神田水利組合が管轄する「谷山池郷」と梨本池を通じた「梨本池郷」で利用されており、明治11年（1878年）5月に両郷が定約書を交わし、10年ごとに更新している。

## 脚註
1. ↑  池の所在地は和泉市府中町
2. 1 2 3 4 5 6  “【速報版】校正前原稿のため正式な会議録ではありません。 －3－”.   和泉市議会 会議録速報版（和泉市史「池田谷の歴史と開発」に基づく発言） (2013年12月16日). 2014年7月24日閲覧。
3. 1 2 3  “谷山池を守ろう／市民有志が「保存を求める会」結成 - ニュース”.   コミュニティ2525　-泉北・金剛・狭山地域の総合情報サイト-. 2014年7月22日閲覧。
4. 1 2  “中央丘陵（谷山池）”.   特定非営利法人 いずみの国の自然館クラブ. 2014年7月16日閲覧。
5. ↑  広報いずみ第47号、昭和36年7月25日。

## 参考資料
- 和泉市の歴史 第3巻　池田編「池田谷の歴史と開発」 和泉市史編さん委員会編 2011年 ISBN 9784324800508